# Zenonas Namavičius
Zenonas Namavičius (* 15. Mai 1943 in Eimuliškiai, Rajongemeinde Panevėžys; † 23. Oktober 2019 in Vilnius) war ein litauischer Jurist, Rechtshistoriker, Dozent an der Universität Vilnius, Richter des Litauischen Verfassungsgerichts und Diplomat.

## Leben
Nach dem Abitur an der Mittelschule in Sowjetlitauen absolvierte Zenonas Namavičius 1967 das Diplomstudium der Rechtswissenschaft an der Juristischen Fakultät der Universität Vilnius in der litauischen Hauptstadt Vilnius. Von 1967 bis 1993 war er Assistent, danach Dozent des Lehrstuhls für Rechtstheorie und Rechtsgeschichte.  1973 promovierte er in Moskau an der Lomonossow-Universität zum Thema „Politische Theorie von Joachim Lelevel“. Er war auch Dekan der Rechtsfakultät und Prorektor der Universität Vilnius.
Von 1993 bis 1999 war er litauischer Botschafter in Deutschland und von 2000 bis 2002 in Russland. Von März 2002 bis 2011 war er Richter des Litauischen Verfassungsgerichts. Als Dozent unterrichtet er die Geschichte der politischen und Rechtstheorien an der Universität Vilnius. Von 1989 bis 1992 leitete er den Verein litauischer Juristen (Lietuvos teisininkų draugija).
Namavičius war verheiratet. Sein Sohn Justas Namavičius ist Jurist, Mitarbeiter des juristischen Lehrstuhls der Universität Bonn. Der Sohn Andrius Namavičius (* 1968) ist Verwaltungsjurist und Diplomat.

## Bibliographie
- Lehrbuch Politinių ir teisinių teorijų istorija[4].
- Litauen in der baltischen Region und im Ostseeraum. In: Die deutsche Volksgruppe in Litauen. Hamburg 1998.
- Situation und Rechtslage der polnischen Minderheit in Litauen und der litauischen Minderheit in Polen. In: Fortschritte im Beitrittsprozess der Staaten Ostmittel-, Ost- und Südosteuropas zur Europäischen Union. Regelungen und Konsequenzen für die deutschen Volksgruppen und Minderheiten. Köln 1999, ISBN 3-8046-8869-1.
- mit S. Stačiokas: Viešųjų ir privačių interesų derinimas – darnios civilinės visuomenės ir teisinės valstybės principas. Studia i materialy. T. XVII. Warszawa. Wyd. Trybunal Konstitucy.
- Chojnicka, Krystyna. Kompromisas (niekingas ar protingas) [politikoje] / vertė Zenonas Namavičius // Atgimimas. - 1991, geg. 2-9, 9-16.